# Boom Beach
Boom Beach — условно-бесплатная многопользовательская онлайн-стратегия в реальном времени для iOS и Android, разработанная финской компанией Supercell. Запущена в Канаде 11 ноября 2013 года и выпущена всемирно 26 марта 2014 года. Вошла в топ 10 игр в 22 странах во время первого запуска.

## Геймплей

Снимок экрана игрового процесса Boom Beach

Геймплей сочетает в себе экономическое и военное развитие своей базы, нападения на базы других игроков или ботов, расположенных на архипелаге, а также возможность атаковать очень сложные базы на карте с операциями.

### Сюжет
Сюжет игры разворачивается в тропическом архипелаге. В игре присутствуют две противоборствующие сторон: организация без названия, на стороне которой простые игроки и Стражи тьмы, в состав которых входят игроки на вашей карте, которые будут вас грабить. Игроки сражаются со Стражами тьмы, с целью освобождения местных поселенцев. При освобождении простых деревень, в знак благодарности аборигены будут платить золотыми монетами, или ресурсами, при освобождении добывающих баз. Стражи тьмы используют племена в качестве рабочей силы, разоряют могилы их предков. Основной их целью является получение «Камней силы», из которых можно делать статуи, дающие преимущество в наступлении, обороне и добыче ресурсов.
Командующим войсками в архипелаге является Лейтенант Хаммерман — один из нескольких антагонистов, имеющий в личном распоряжении, помимо захваченных деревень, 2 баз с уникальным вооружением и 5 с доступным игроку, но с численным превосходством. При уничтожении 1-й базы можно получить доктора Кавана, предпоследней — рядового Буллита.
Безумным учёным, работающим во благо стражей тьмы является Доктор Ти (сокращение от «Террор»), тоже является антагонистом. Терроризирует местное население, имеет захваченные базы, на которые можно нападать. Третьим антагонист является полковник Гирхарт, командующая военной фабрикой.

### Игровые события
Ежедневно на архипелаге появляются особые базы Стражей тьмы и их союзников, а также случаются нападения на игрока компьютером.
Понедельник — нападение войск Хаммермана на базу игрока. Игроку требуется защищаться от 7 стадий натиска вражеских войск. За удачную оборону, начисляются модули для прототипов, необходимые для постройки временных оборонительных сооружений (прототипов), а также интел. Открывается данное событие после постройки на базе «Оружейной лаборатории», где и производятся прототипы.
Вторник — на архипелаге появляется «Тропик доктора Ти». Для прохождения события требуется одолеть семь баз безумного учёного. Данное событие открывается после открытия на карте необходимого острова.
Среда — на архипелаги вновь появляется «Вулканический остров доктора Ти». Теперь уже его базы стали сложнее, а остров, на котором мы сражаемся — больше. Данное событие открывается после открытия на карте необходимого острова.
Четверг — появление военной фабрики, которой управляет полковник Гирхарт. Фабрика представляет собой крупный остров с очень сильной защитой. Для победы над Гирхарт, игроку дается 5 попыток. Данное событие открывается после открытия на карте необходимого острова.
Пятница — появление «Игры и имитацию». Игрок нападает на 7 различных баз Хаммермана, имея для этого 8 попыток. Данное событие открывается после открытия на карте необходимого острова.
Суббота — вновь «Тропик доктора Ти»
Воскресенье — вновь «Вулканический остров доктора Ти»
В конце каждого месяца появляется Мега краб — очередное изобретение Доктора Ти в котором можно получить статуэтки  всего их 5 каждый месяц они разные а ровно через год начинают раздавать теже и раз в пол года или год появляется Мега черепаха изобретение Хамермана у которого нельзя получить эти статуэтки.

### Войска
В игре есть много видов войск (юнитов): стрелки, горы, базуки, воины, танки, медики, гренадеры, огневики, заморозки, бомбардиры, механики. Есть и герои: сержант Брик, доктор Каван, капитан Эверспарк, рядовой Буллит.

### Валюта
В Boom Beach игроку необходимо собирать и хранить ресурсы, такие как золото, дерево, и на более высоких уровнях штаба, камни (с 6 ур.) и железо (с 9 ур.). Золото используется для подготовки и модернизации войск и возможностей Канонерки, в то время как другие ресурсы используются для строительства и улучшения зданий. Игра также использует премиум-валюту — алмазы, которые выпадают в небольших количествах в игровом процессе или могут быть куплены за реальные деньги. Алмазы могут быть использованы для ускорения строительства или улучшения зданий (за исключением подводных погружений на карте); для ускорения строительства временных защитных сооружений и статуй, а также для ускорения обучения войск и исследований в Оружейной. Они могут также использоваться, чтобы купить больше золота, дерева, камня и железа. За алмазы нельзя купить: «Интел», модули оружейных прототипов, усилители статуй и камни, которые используются для создания статуй. Статуи повышают различные аспекты игры (здоровье или урон войск, здоровье или урон защитных сооружений, ускорение добычи, бонус ресурсов или заряд канонерки, а также шанс выпадения камня силы).

### Опергруппа
В игре игрок может создать свою опергруппу или вступить уже в существующую. Главное задание игрока для опергруппы — сбор «интела», за который можно начинать операции. Операции — сложные силовые базы, которые используются Стражами тьмы для производства вооружения, оборонительных сооружений и флота. Силовые базы выбрасывают очень много отходов в море в виде жидкости зелёного цвета, и такого же дыма в атмосферу. Чем сложнее операция, тем больше очков можно заработать для опергруппы, тем самым получить больше наград после её окончания.

### Боевые корабли
Режим боевых кораблей доступен игрокам, которые достигли 10 уровня штаба. Здесь игрок может также развиваться как и на своей базе, но вместо дерева и прочего используются ключи для открытия вещей (юнитов, сооружений и т. д.) на дереве улучшений и токены для улучшения этих вещей, выпадающие из сундуков. Их выдаются за каждые 8 разрушенных машинных отделений, или при поднятии ранга, который прокачивается за победы. Для победы нужно разрушить больше машинных отделений за более короткий промежуток времени, либо нанести больше урона машинным отделениям, которые на боевом корабле являются аналогом штаба. Каждый месяц появляется новый сезон, где у каждого новый корабль, другое дерево улучшений, и надо развиваться заново. По окончании сезона также выдаётся награда в зависимости от ранга в виде талонов коммерсантки и алмазов, а также декораций на базу.

## Boom Beach Frontlines
Boom Beach Frontlines была анонсирована 3 августа 2022 и была запущена во нескольких странах Европы и Азии. Boom Beach Frontlines, возможно, являлась продолжением Boom Beach. 30 ноября 2022 игру закрыли навсегда, так что она просуществовала лишь 4 месяца.

## Удаление игры
9 марта 2022 года компания Supercell объявила об удалении своих игр, включая Boom Beach, из магазинов App Store и Google Play в России и Белоруссии в связи с военными действиями между Россией и Украиной.

## Приём
| Сводный рейтинг    | Сводный рейтинг |
| Агрегатор          | Оценка          |
| ------------------ | --------------- |
| GameRankings       | 72,50 %         |
| Metacritic         | 69/100          |
| Иноязычные издания |                 |
| Издание            | Оценка          |
| IGN                | 7/10            |
| TouchArcade        | [ 9 ]           |

В iOS версии Boom Beach получила «смешанные» отзывы на сайте Metacritic.
Стивен Хаберманн (IGN) отметил, что это современная версия Clash of Clans, но она ещё одна игра от Supercell.